# دختری که ول کرد و رفت
دختری که ول کرد و رفت (به انگلیسی: Girl Who Got Away) آلبومی از هنرمند اهل بریتانیا دایدو است که در سال ۲۰۱۳ میلادی منتشر شد.
این آلبوم در چارت‌های والونیا، لهستان، فرانسه، بریتانیا، اتریش، آلمان، سوئیس، نروژ جزو ده آلبوم اول قرار گرفت.